# Prémio Júlio Castilho
O prémio Júlio Castilho é anualmente atribuído pela Câmara Municipal de Lisboa à melhor obra sobre a cidade, recebeu o nome do olisipógrafo mais prestigiado de sempre, Júlio de Castilho, visconde e filho do igualmente escritor António Feliciano de Castilho.

## Premiados
- 1986 - Calderon Dinis com Tipos e factos da Lisboa do meu tempo
- 1989 - Menção Honrosa por Mérito relevante a António José de Barros Veloso e Isabel Almasqué
- 1991 - Eunice Relvas com Coretos em Lisboa (1790-1990)
- 1994 - Menção Honrosa por Mérito relevante a Ana Tostões com O Livro de Lisboa
- 1996 - António José de Barros Veloso e Isabel Almasqué